# 卡內奧赫灣

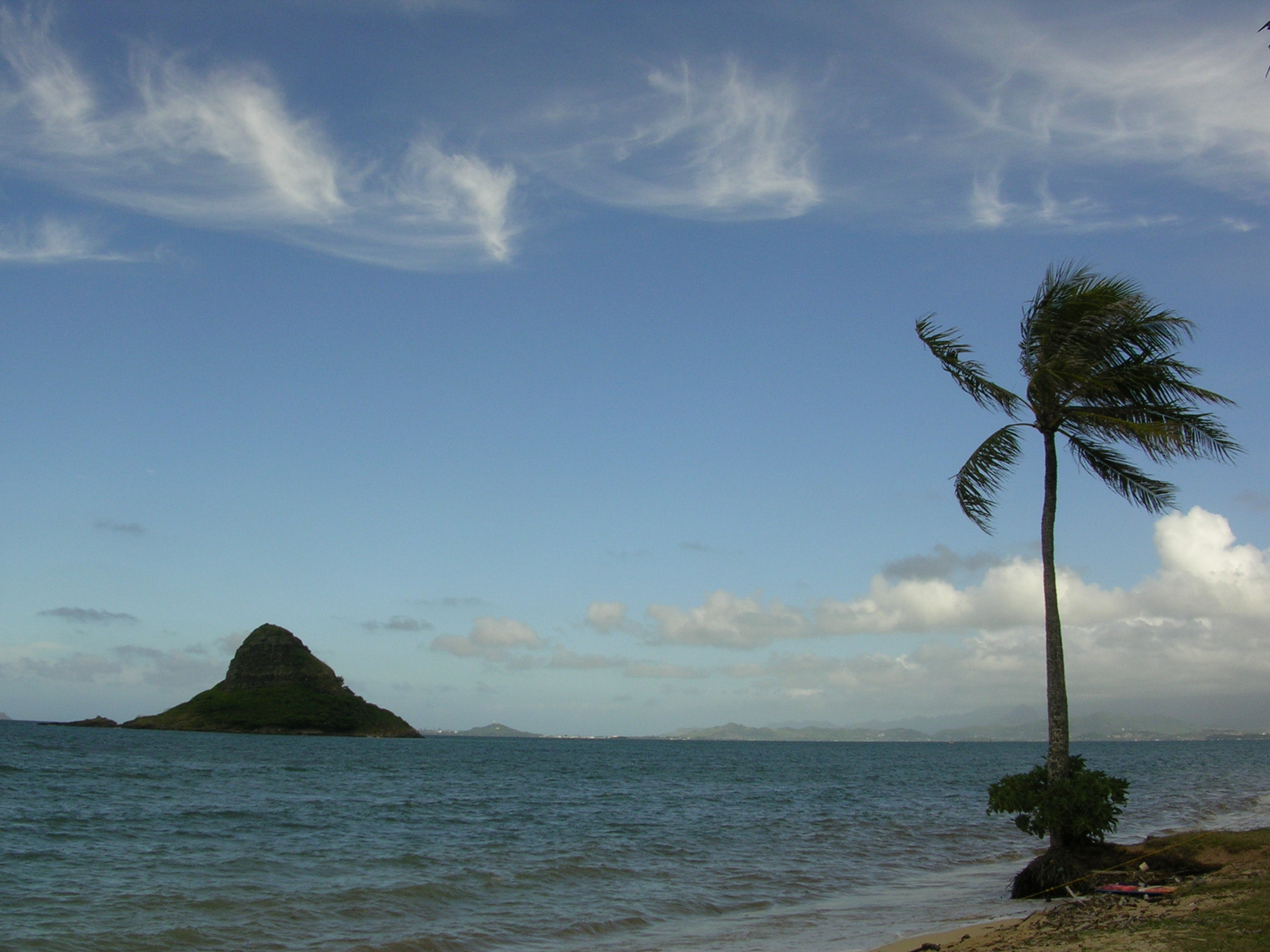
莫科利伊，卡內奧赫灣北端的一個海島

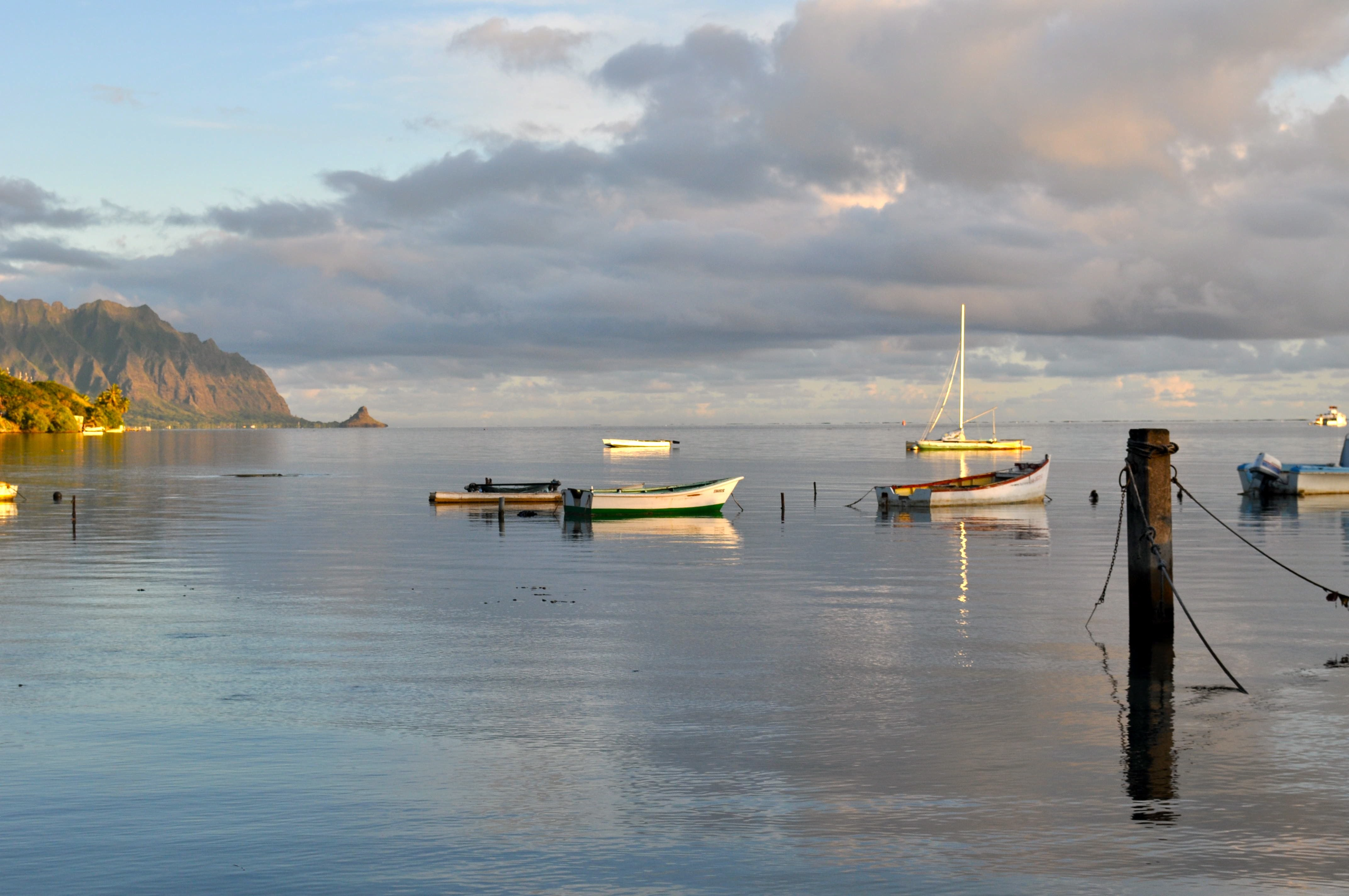
從希亞凱亞碼頭望向莫科利伊

卡內奧赫灣（Kāneʻohe Bay），面積達45 km2（17 sq mi），是夏威夷群島內最大的庇護水域，亦是歐胡島東北部海岸著名的風景和休閒區域。灣區內人口最多的聚居地為卡內奧赫。卡內奧赫灣是2011年電影《加勒比海盗4：惊涛怪浪》的拍攝場地。

## 外部連結
- Paul L. Jokiel.  (PDF).   [2010-04-14]. （原始内容存档 (PDF)于2010-03-26）.
- Chinaman's Hat （页面存档备份，存于）
- . Hawaii Beach Combers web site.   [2010-04-14]. （原始内容存档于2010-03-24）. Estuarine Area
- Anchoring at Kāne‘ohe Sand Bar

21°27′46″N 157°48′37″W / 21.46278°N 157.81028°W